# KSH Dardania
KSH Dardania, pełna nazwa Klubi Shahut Dardania – kosowski klub szachowy z siedzibą w Prisztinie, mistrz kraju z 2022 roku.

## Historia
Klub został założony w 2014 roku przez Armenda Budimę. W 2016 roku zespół zajął trzecie miejsce w mistrzostwach kraju. W kolejnym sezonie zespół ponownie zajął trzecie miejsce, zadebiutował wówczas ponadto w Pucharze Europy. W europejskich rozgrywkach zespół wygrał z Hatay Büyükşehir Belediyespor, Adare Chess Club i Etelä-Vantaan Shakki, a przegrał z ŠK Dunajská Streda, SA Chania, Vålerengą oraz 3Cs Chess Club, zajmując w klasyfikacji końcowej 24. miejsce. W 2018 roku klub zdobył wicemistrzostwo Kosowa, ulegając jedynie KSH Drejtësia. W Pucharze Europy klub uzyskał 40. pozycję, wygrywając trzy spotkania. W 2019 roku KSH Dardania był 63. w europejskich rozgrywkach, a w sezonie 2021 – 25. W 2022 roku zespół zdobył mistrzostwo Kosowa. W Pucharze Europy zajął natomiast 54. miejsce. Rok później uzyskano jedną lokatę niżej. W 2024 roku klub zdobył wicemistrzostwo kraju.

## Arcymistrzowie w historii klubu
- Petyr Arnaudow[13]
- Marin Bosiočić[14]
- Boris Czatałbaszew[15]
- Saša Martinović[16]
- Wasił Spasow[17]